# Ryujoseph Hashimura
Ryujoseph Hashimura (橋村 龍ジョセフ Hashimura Ryujosefu?, nacido el 23 de agosto de 2000 en Tokio) es un futbolista japonés que se desempeña como delantero. Actualmente juega con el ReinMeer Aomori FC.

## Trayectoria

### Clubes
| Club               | País   | Año           |
| ------------------ | ------ | ------------- |
| FC Machida Zelvia  | Japón  | 2017-2019     |
| PSTC (cedido)      | Brasil | 2019          |
| FC Machida Zelvia  | Japón  | 2020-2021     |
| Artista Asama      | Japón  | 2021-2023     |
| ReinMeer Aomori FC | Japón  | 2023-presente |

## Estadística de carrera

### J. League
| Club              | Año   | J. League | J. League | Copa J. League | Copa J. League | Total | Total |
| Club              | Año   | Part.     | Goles     | Part.          | Goles          | Part. | Goles |
| ----------------- | ----- | --------- | --------- | -------------- | -------------- | ----- | ----- |
| FC Machida Zelvia | 2017  | 1         | 0         | -              | -              | 1     | 0     |
| Total             | Total | 1         | 0         | 0              | 0              | 1     | 0     |